# Hinna kirke
Hinna kirke ligger i Hinna i Stavangers kommun i Rogaland fylke i Norge.

## Kyrkobyggnaden
Tegelkyrkan uppfördes 1967 efter ritningar av arkitekterna Eyvind Retzius och Svein Bjoland. 29 oktober samma år invigdes kyrkan av biskop Fridtjov Birkeli.
I kyrkorummet ryms 700 personer. I korväggen finns glasmålningar utförda av Victor Sparre. Glasmålningarnas motiv är de tre korsen på Golgata. Byggnaden har källarlokaler där bland annat ungdomsverksamhet är inhyst.

## Inventarier
- Orgeln med 19 stämmor två manualer och pedal är byggd 1967 av Norsk orgel- og harmoniumfabrikk i Snertingdal. I april 2005 renoverades orgeln av Jehmlich Orgelbau Dresden.